# Higashine
Higashine (jap. 東根市 Higashine-shi) – miasto w prefekturze Yamagata, w Japonii (Honsiu). Ma powierzchnię 206,94 km². W 2020 r. mieszkały w nim 47 682 osoby, w 16 522 gospodarstwach domowych  (w 2010 r. 46 414 osób, w 14 343 gospodarstwach domowych) .

## Położenie
Miasto leży we wschodniej części prefektury. Graniczy z miastami:
- Yamagata
- Tendō
- Obanazawa
- Murayama
- Sendai

oraz kilkoma miasteczkami.

## Historia
Miasto powstało 3 listopada 1958 roku.

## Transport

### Lotniczy
- Na terenie miasta znajduje się port lotniczy Yamagata